# Ahrensmoor-Nord
Ahrensmoor-Nord (plattdeutsch Ohrensmoor-Noord) ist ein Ortsteil von Ahrensmoor in der Gemeinde Ahlerstedt im Landkreis Stade (Niedersachsen).

## Geographie
Der Ort liegt auf der Stader Geest. Die Aue entspringt westlich von Ahrensmoor-Nord am Rande eines Moors in der Nähe der Straße zwischen Ahlerstedt und Ahrensmoor-Nord. Die Ramme durchfließt Ahrensmoor-Nord. Im Norden liegen die Naturschutzgebiete „Braken und Harselah“ und „Kahles und Wildes Moor“.

### Nachbarorte
| Hollenbeck      | Harsefeld                                   | Griemshorst, Revenahe-Kammerbusch |
| Ahlerstedt      | Kompassrose, die auf Nachbargemeinden zeigt |                                   |
| Ahrensmoor-West | Ahrensmoor-Ost                              | Wiegersen                         |

## Geschichte
Klein Ahlerstedt wurde 1825 als Moorkolonie mit acht Siedlerstellen als Ausbau von Ahlerstedt gegründet.

### Eingemeindung
Bereits vor dem Zweiten Weltkrieg wollte Ahrensmoor eine Eingemeindung, u. a. auch da die Kinder aus Klein Ahlerstedt nach Ahrensmoor zur Schule gingen.
Schließlich weigerte sich Ahlerstedt die Straße in Ahrensmoor-Nord zu erneuern, Ahrensmoor wollte dies aber schon. Mit viel Engagement setzten sich der Oberkreisdirektor sowie der Bürgermeister Albert Lühmann für eine Eingemeindung ein.

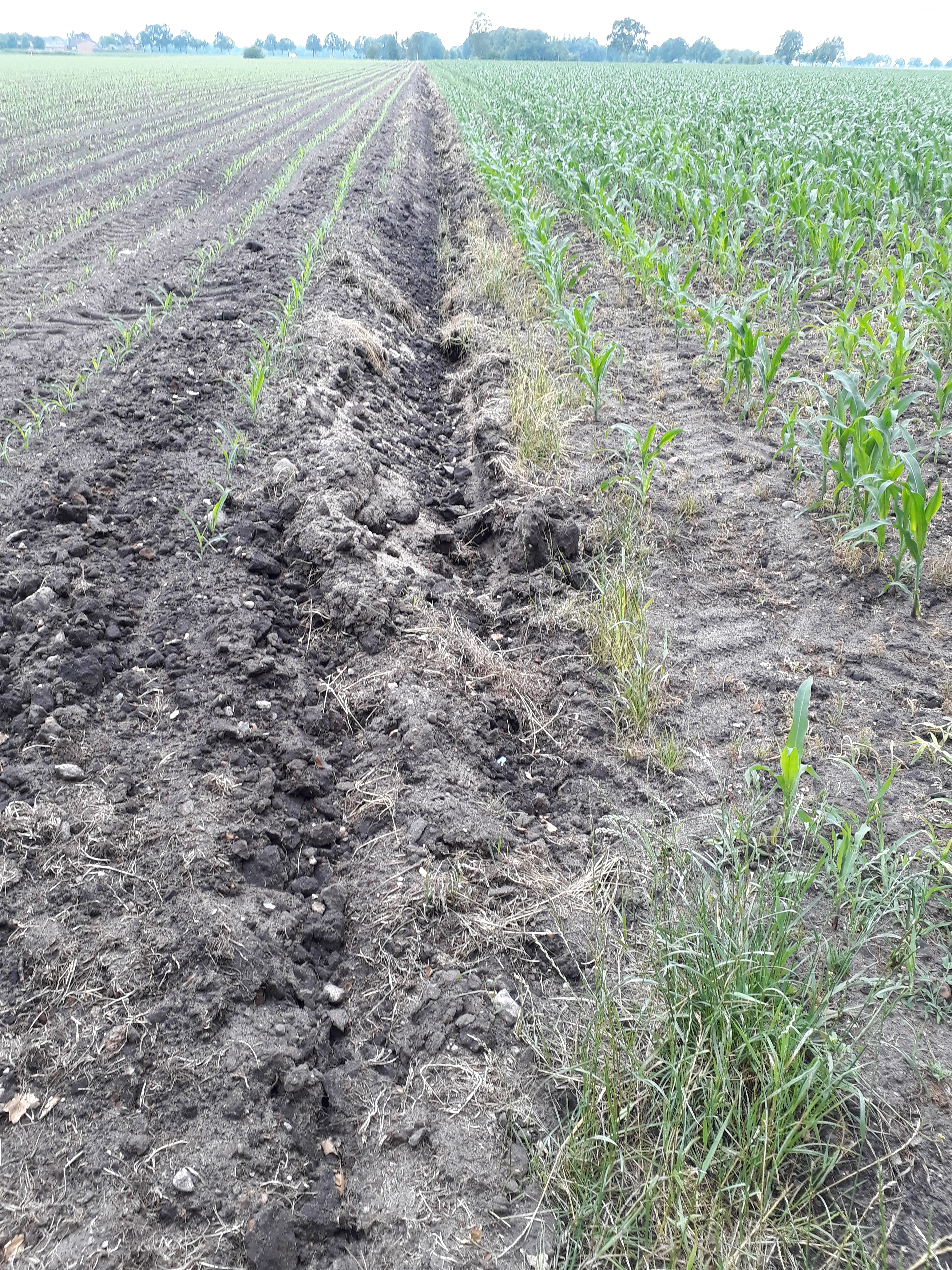
Quelle der Aue nahe Ahrensmoor-Nord

Nach langen und schwierigen Verhandlungen wurde Klein Ahlerstedt zusammen mit der Siedlung Depenrehmen (zwei Siedlerstellen im Harselah und eine im Wiegersener Forst) zum 1. März 1955 nach Ahrensmoor als Ahrensmoor-Nord eingemeindet.
Die Gemeinde Ahrensmoor ging im Zuge der Gemeindereform zum 1. Juli 1972 in der Gemeinde Ahlerstedt auf.

### Religion
Ahrensmoor-Nord ist evangelisch-lutherisch geprägt und gehört zum Kirchspiel der Kirche Ahlerstedt, ausgenommen die ehemalige Siedlung Depenrehmen, die zum Kirchspiel der Kirche St. Marien und Bartholomäi Harsefeld gehört.